# Cis angustus
Cis angustus är en skalbaggsart som beskrevs av Hatch 1962. Cis angustus ingår i släktet Cis och familjen trädsvampborrare. Inga underarter finns listade i Catalogue of Life.